# The Only Girl in the Orchestra
The Only Girl in the Orchestra é um documentário estadunidense de curta-metragem de 2023 dirigido por Molly O'Brien. Teve sua estreia mundial em 9 de novembro de 2023, no Doc NYC em Shorts: The Stories. Foi lançado em 4 de dezembro de 2024 na Netflix.
Em 2 de março de 2025, ganhou o prêmio de melhor documentário de curta-metragem no 97º Oscar.

## Enredo
Orin O'Brien, uma contrabaixista pioneira, tornou-se a primeira musicista mulher da Filarmônica de Nova York em 1966, contratada por Leonard Bernstein. Agora com 87 anos e recentemente aposentada, ela reflete sobre sua carreira notável, valorizando um papel tranquilo e solidário para entes queridos e alunos. O documentário de sua sobrinha, Molly O'Brien, destaca o impacto de Orin e sua crença de que a realização está em abraçar um papel secundário.

## Lançamento
O filme foi exibido no Vail Film Festival em 9 de dezembro de 2023. Em abril de 2024, o filme foi exibido no 26º RiverRun International Film Festival. Em junho de 2024, foi destaque no Shorts Program: One-of-a-Kind of DC/DOX.
O filme foi exibido no Doc NYC em 14 de novembro de 2024 na lista de curtas, Extraordinary People.

## Recepção
Paul Emmanuel Enicola, ao analisar o filme no Doc NYC, deu-lhe nota A- e escreveu: "Deliciosamente perspicaz e criminalmente curto, The Only Girl in the Orchestra serve como uma aula magistral não apenas sobre como ter sucesso na música, mas também como ter sucesso na vida."

## Prêmios e indicações
| Premiação                                          | Data de cerimônia      | Categoria                             | Recipiente(s)                  | Resultado | Ref.   |
| -------------------------------------------------- | ---------------------- | ------------------------------------- | ------------------------------ | --------- | ------ |
| Minneapolis–Saint Paul International Film Festival | 25 de abril de 2024    | Melhor documentário de curta-metragem | The Only Girl in the Orchestra | Venceu    | [ 11 ] |
| Critics' Choice Documentary Awards                 | 10 de novembro de 2024 | Melhor documentário de curta-metragem | The Only Girl in the Orchestra | Venceu    | [ 12 ] |
| Cinema Eye Honors                                  | 9 de janeiro de 2025   | Melhor curta-metragem de não ficção   | The Only Girl in the Orchestra | Pré-lista | [ 13 ] |
| Oscar                                              | 2 de março de 2025     | Melhor documentário de curta-metragem | Molly O'Brien                  | Venceu    | [ 14 ] |